# 新港教會會館

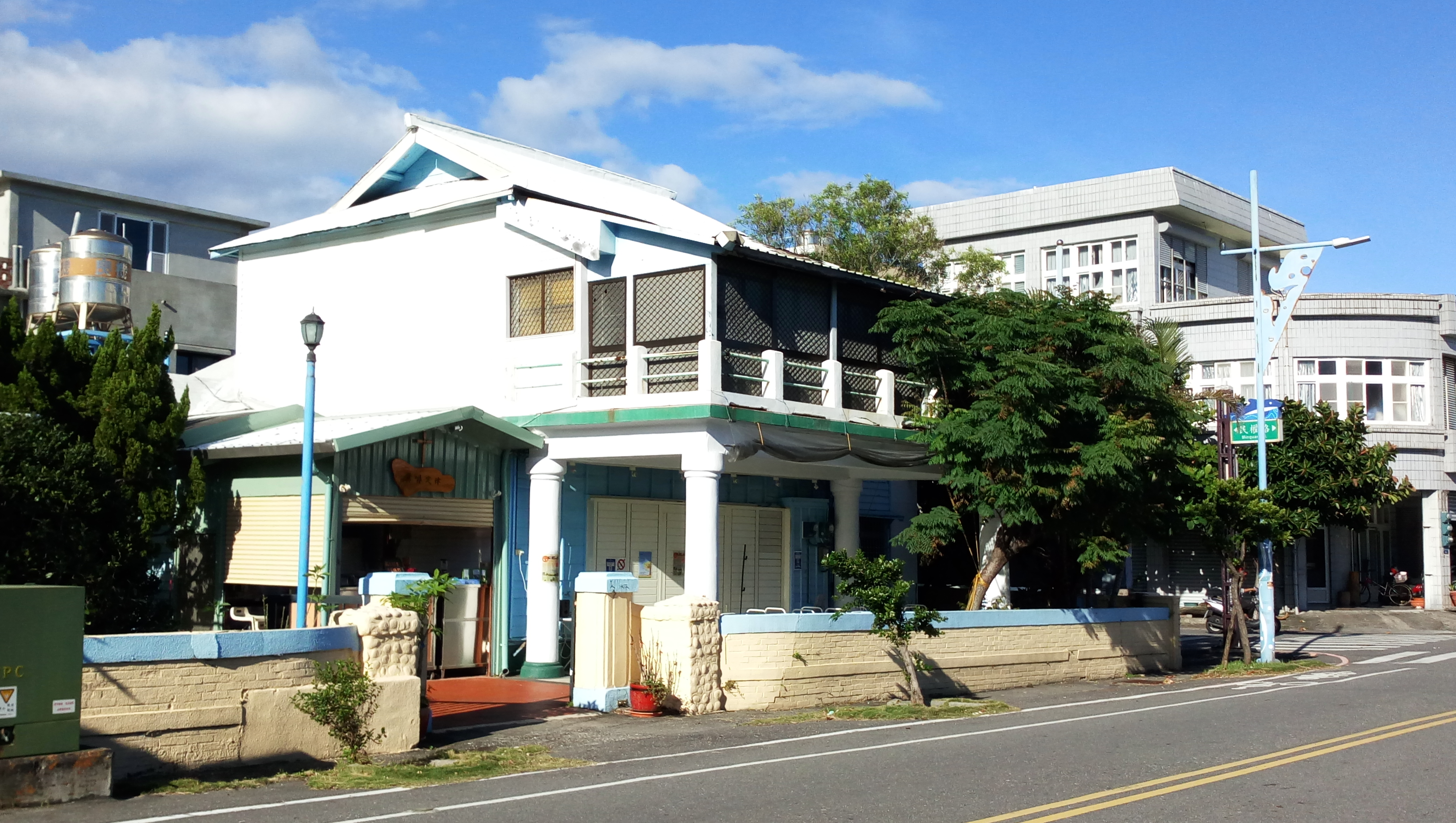
修復前

新港教會會館是位於台灣台東縣成功鎮的一座台灣基督長老教會的會館。新港教會會館是一座二層日式建築，修建於1932年，是當時新港支廳支廳長菅宮勝太郎退任後所建設的宅第。第二次世界大戰後這座住宅被國民政府接收，後又被台灣基督長老教會信徒高端立醫師收購並改建為醫院，命名為高安診所，為當時成功鎮帶來較為先進的西式醫療。1995年醫院休業之後，建築在1997年被台灣基督長老教會東部中會新港教會 （页面存档备份，存于）購得，並改建為新港教會紀念館。現在新港教會會館被臺東縣政府指定為台東縣歷史建築，2014年中度颱風麥德姆 由長濱鄉登入，造成建築物多處漏水，2015年啟動文資修復程序進行研究調查，2016年進行補充研究調查充實歷史資料，2022年完成修復，目前新港教會以心驛耕新夢想計畫 （页面存档备份，存于）為主軸，進行社區營造與地方創生工作。